# Gamla Barnsjukhuset
Gamla Barnsjukhuset är ett tidigare barnsjukhus i Helsingborg.
Gamla Barnsjukhuset uppfördes 1886–1888 efter ritningar av dåvarande stadsarkitekten Mauritz Frohm. Det hade sammanlagt 36 vårdplatser i två runda sjukhussalar, en idé som antagligen har sitt ursprung hos lasarettsläkaren Gustaf Nausmann. 
Sjukhuset ersattes 1944 av Banckska sjukhuset. 
Gamla Barnsjukhuset används numera som lokal för Medicinhistoriska museet i Helsingborg.